# André Auffray
André Auffray (Saumur, 13 mei 1884 - Parijs, 4 november 1953) was een Frans wielrenner.
Schilles won tijdens de Olympische Zomerspelen 1908 samen met Maurice Schilles de gouden medaille op de tandem en individueel brons op de 5 km.

## Resultaten
| Jaar | WK | Olympische Zomerspelen                  |
| ---- | -- | --------------------------------------- |
| 1908 |    | tandem · 5 km · 5e ploegenachtervolging |

1908: André Auffray & Maurice Schilles ·
1920: Thomas Lance & Harry Ryan ·
1924: Jean Cugnot & Lucien Choury ·
1928: Daan van Dijk & Bernard Leene ·
1932: Louis Chaillot & Maurice Perrin ·
1936: Carl Lorenz & Ernst Ihbe ·
1948: Renato Perona & Ferdinando Terruzzi ·
1952: Russell Mockridge & Lionel Cox ·
1956: Anthony Marchant & Ian Browne ·
1960: Giuseppe Beghetto & Sergio Bianchetto ·
1964: Sergio Bianchetto & Angelo Damiano ·
1968: Pierre Trentin & Daniel Morelon ·
1972: Igor Zjelovalnikov & Vladimir Semenets